# Eréndira
Pour l’article homonyme, voir Eréndira.
La princesse Eréndira est une princesse p'urhepecha des débuts de la conquête du Mexique par les Espagnols, aux débuts du XVIe siècle. Elle est née en 1503 et décédée vers 1530.
Le roi des P'urhepechas Tangoxoan II avait offert son royaume aux Espagnols après qu'il eut assisté à la défaite de son puissant rival l'Empire aztèque.  La légende attribue à Eréndira un rôle de résistance à l'occupant péninsulaire mais les événements relatés n'ont pas de confirmation historique.
En son honneur, Eréndira continue d'être utilisé comme prénom au Mexique, comme l'atteste la nouvelle de Gabriel García Márquez L'Incroyable et triste histoire de la candide Erendira et de sa grand-mère diabolique.

## Dans les œuvres de fiction
- Eréndira, la indomable, film mexicain de Juan Mora Catlett